# John Viret Gooch
John Viret Gooch  (29 de junio de 1812 - 8 de junio de 1900) fue un ingeniero mecánico británico, diseñador de locomotoras de vapor. Formado en el inicio de su carrera a las órdenes del ingeniero Joseph Locke, desempeñó el cargo de superintendente de locomotoras del Ferrocarril de Londres y del Suroeste desde 1841 hasta 1850, puesto en el que dispuso los medios para que la compañía fabricase sus propias locomotoras en los Talleres de Locomotoras de Nine Elms. Su posterior paso por el Ferrocarril de los Condados del Este estuvo salpicado por los dudosos negocios que le permitieron enriquecerse a costa de la compañía.

## Semblanza
Nacido en Bedlington, Northumberland, John Viret Gooch (hermano del también ingeniero Daniel Gooch) era hijo de John Gooch y de su esposa Anna (nacida en Longridge).
Comenzó su formación práctica como ingeniero a las órdenes de Joseph Locke durante la construcción del Ferrocarril Grand Junction, donde se convirtió en ingeniero residente después de que se abriera la línea. Desde allí pasó al Ferrocarril de Mánchester y Leeds en 1840, donde coincidió con su hermano mayor Thomas Longridge Gooch. Locke recomendó a Gooch al Ferrocarril de Londres y del Suroeste (LSWR), que lo nombró superintendente de locomotoras el 1 de enero de 1841, aunque oficialmente, Locke permaneció a cargo del departamento.
En los primeros tiempos del ferrocarril, la mayoría de las compañías compraban las locomotoras a una amplia gama de fabricantes privados especializados, como Bury, Curtis and Kennedy; Edward Bury & Co.; y Nasmyth, Gaskell & Co. Pero el LSWR cambió esta situación a partir de enero de 1843, cuando comenzó la producción en los Talleres de Locomotoras de Nine Elms de las máquinas de la clase 'Eagle'. Los diseños de Gooch incluían una serie de máquinas de un solo eje tractor y las de la Clase 0-6-0 'Bison'.
Después de dejar en 1850 el LSWR, donde fue sucedido por Joseph Hamilton Beattie, Gooch se fue al Ferrocarril de los Condados del Este (ECR), donde suscribió dudosos tratos que le permitieron enriquecerse a costa de la compañía. En el momento de su nombramiento como superintendente de locomotoras, el presidente del ECR, Edward Ladd Betts, le dio carta blanca para reducir los costos de la mano de obra, de los cuales recibiría el 2,5% de los ahorros realizados. Desafortunadamente, no había cheques ni registros de saldos, por lo que Gooch le comunicaba al contable el cálculo de lo que había ahorrado y recibía su pago. El objetivo principal de su reducción de costos eran los maquinistas, de forma que despedía a los operarios y luego les ofrecía sus propios trabajos con tarifas más bajas, reduciendo el dinero de sus salarios por retrasos o fallos mecánicos.
Betts fue sucedido como presidente por David Waddington en 1851, quien se hizo a sí mismo responsable del comité de talleres del ECR. Gooch llegó a un acuerdo con la Norfolk and Eastern Counties Coal Company a través de la sociedad E & A Prior David Waddington, Samuel Morton Peto and Gooch (de la que era socio), y obtenía 3 centavos antiguos del Reino Unido por tonelada comprada. Luego, revendía parte del carbón al ECR para obtener más ganancias personales.
El 12 de agosto, 178 maquinistas, fogoneros y mecánicos denunciaron su situación, hartos de las injusticias y sanciones económicas que se les estaban imponiendo, y con la esperanza de que Gooch se viera obligado a dimitir. La junta respaldó a Gooch y los 178 hombres fueron incluidos en la lista negra de futuros empleos ferroviarios, reclutándose personal de reemplazo de otras compañías del sector.
Gooch permaneció en el ECR hasta 1856, cuando los accionistas finalmente se dieron cuenta de lo que estaba pasando y tanto él como Waddington no renovaron sus contratos.
También tuvo intereses en seis barcos (todos mineros), utilizando indebidamente las instalaciones del ECR en Lowestoft para reparar sus propios buques. Los seis barcos eran:
- Lady Berriedale: construido en Londres por John Scott Russell en 1853, hundido en 1868
- The Eagle: construido por John Scott Russell en 1853, hundido en 1870
- The Falcon (1) - construido por John Scott Russell en 1853 - naufragó frente a Lesbos en 1856 a su regreso de la Guerra de Crimea
- The Hawk - construido por John Scott Russell en 1854 - perdido en un vendaval frente a Southwold en 1862
- The Vulcan: construido James Laing, Sunderland en 1856. Vendido en agosto de 1886 al capitán Edward Jenkins de Cardiff y hundido en Carbis Bay en 1894
- The Falcon (2) - construido por M Samuelson and Sons, de Hull, en 1862, pero se perdió en el mar en 1868 frente a España

Fue director de The Australian Auxiliary Steam Clipper Company, Ltd.
Igualmente, participó en la dirección de varias empresas mineras, entre ellas:
- Cooper Queen United, Ltd.[8]
- La Trinidad, Ltda.[9]
- Mounts Bay Consols, Ltd.[10]
- Tresavean Mines, Ltd.[11]

Antes de cumplir los 50 años, hacia 1860, se retiró de sus negocios. Según su obituario impreso en el diario de la Institución de Ingenieros Civiles, "hizo poco trabajo práctico durante sus últimos cuarenta años, disfrutando de la vida en el campo en su casa de Berkshire".
J. V. Gooch se casó dos veces. Primero, en junio de 1840, con Hannah Frances Handcock, hija del capitán Elias Robinson Handcock. En segundo lugar, el 16 de marzo de 1876, con Emily Mary Stonhouse, hija del reverendo Charles Stonhouse. Gooch vivía en Cooper's Hill, Bracknell, Berkshire. La hija mayor de su segundo matrimonio, Mabel Barbara, nació en 1877. Su hijo, Edward Sinclair Gooch (1879-1915), quien fue mayor en el regimiento de Berkshire Yeomanry, murió en la Primera Guerra Mundial. También tuvo una segunda hija llamada Ethel Mary, que nació en 1882.
Falleció en el año 1900, poco antes de cumplir los 88 años de edad. Era miembro de la Real Sociedad de Artes.

## Locomotoras del ECR
Bajo el mandato de Gooch en el ECR, se introdujeron seis clases de máquinas, incluida la primera locomotora construida en los Talleres de Stratford en 1851. Las clases eran las siguientes:
| Constructor                                     | Configuración | Unidades en servicio | Notas |
| ----------------------------------------------- | ------------- | -------------------- | --- |
| E B Wilson (reconstruida por Gooch)             | 0-6-0         | 6                    | Conocidas como "baterías flotantes", eran originalmente locomotoras Crampton tipo 2-2-2-0.                                    |
| Brassey, Sharp, Stewart & Co., and Kitson & Cos | 2-4-0         | 18                   | Construcción dividida entre tres contratistas, fueron introducida en 1855. Conocidas como "Mariposas".                        |
| Brassey                                         | 2-2-2         | 6                    | Conocidas como la Clase C, fueron introducidas en 1855/56 – 6 más introducidas por el sucesor de Gooch.                       |
| Stratford Works/R B Longbridge (Bedlington)     | 2-2-2WT       | 6/3                  | Conocidas como la clase A, fueron introducidas en 1851. El Steam Index informa de 4 unidades construidas por Longbridge.      |
| Stratford Works                                 | 2-2-2WT       | 16                   | Conocidas como la clase B: las últimos diez unidades trabajaron en la apertura del Ferrocarril de Londres, Tilbury y Southend |